# 고야마 다쿠토
고야마 다쿠토(일본어: 小山 拓土, 1982년 12월 27일 ~ )는 일본의 전 축구 선수이다.

## 구단 경력
과거 제프 유나이티드 이치하라, 도쿠시마 보르티스에서 활동하였다.